# 辻村修
辻村 修（つじむら おさむ、1961年（昭和36年）8月7日 - ）は、日本の政治家。香川県善通寺市長（1期）、元香川県議会議員（7期）。

## 来歴
香川県善通寺市出身。香川県立善通寺第一高等学校、東海大学工学部卒業。
1998年、香川県議会議員補欠選挙で初当選し、以後7期務める。この間、県議会議長や自由民主党香川県連の政調会長などを務めた。
2021年12月16日、翌年に予定される善通寺市市長選挙への立候補を表明し、2022年3月31日、県議を辞職。4月24日に28年ぶりとなる善通寺市市長選挙の投開票が行われ（過去6回は連続無投票）、辻村が元市議2人を大差で破り、事実上の保守分裂選挙を制した。